# Pen Sovann
Pen Sovann (Khmer ប៉ែន សុវណ្; * 15. April 1936 in Chan Teap, Provinz Takeo; † 29. Oktober 2016 in Doun Kaev, Provinz Takeo) war ein kambodschanischer Politiker. Er war nach dem Sturz des Regimes der Roten Khmer ab 5. Januar 1979 Generalsekretär der Revolutionären Volkspartei der Khmer (engl. Khmer People’s Revolutionary Party, KPRP), ab 7. Januar 1979 Verteidigungs- und ab 27. Juni 1981 auch Premierminister der von Hanoi unterstützten Volksrepublik Kampuchea.
Er wurde am 5. Dezember 1981 von den Vietnamesen verhaftet und seines Amtes enthoben, weil er gegenüber Lê Đức Thọ die Stationierung der vietnamesischen Truppen in Kambodscha kritisiert hatte. Er blieb bis Januar 1992 in Vietnam inhaftiert. Nach seiner Rückkehr diente Sovann verschiedenen oppositionellen Parteien und war von 2014 bis zu seinem Tod Mitglied des Parlaments.

## Frühes Leben
Pen Sovann wurde in eine 9-köpfige vietnamesischstämmige Bauernfamilie in Chan Teap, Provinz Takeo, hinein geboren. 1949, im Alter von 13 Jahren, schloss er sich den Khmer Issarak („Unabhängige Khmer“) an und kämpfte gegen die Franzosen. Zwei Jahre später trat Sovann der Indochinesischen Kommunistischen Partei bei, wo er Ta Mok, den späteren letzten Führer der Roten Khmer, zum ersten Mal traf, dem er als Sekretär und Leibwächter diente, bevor sich ihre Wege nach der Unabhängigkeit 1954 trennten. Nach der Genfer Konferenz von 1954, die den Indochinakrieg beendete, mussten die Việt Minh Kambodscha verlassen. Je nach Quelle verließen mit ihnen 1000 bis 2500 Khmer, unter ihnen auch Pen Sovann, Kambodscha, um sich in Nordvietnam weiterzubilden. Am 27. Juli 1958 war Sovann Mitgründer der KPRP. Er verheiratete sich mit einer Vietnamesin und stieg in der nordvietnamesischen Armee bis zum Major auf.

## Kampf gegen die Republik Khmer
1970, nachdem Lon Nol gegen König Norodom Sihanouk geputscht und die Republik Khmer ausgerufen hatte, kehrte Sovann nach Kambodscha zurück und unterstützte die Roten Khmer während des Bürgerkriegs zwischen 1970 und 1973 gegen die Republik Khmer. Ab 1971 arbeitete er mit Chan Sy unter Khieu Thirith für das Radio der Vereinigten Nationalen Front von Kampuchea (frz. Front uni national du Kampuchéa, FUNK). 1972 wurde er von seinen Vorgesetzten aufgefordert, eine Liste der kambodschanischen Kommunisten zu erstellen, die 1954 nach Hanoi geflüchtet waren. Angesichts der aggressiver werdenden Politik der Roten Khmer gegen alles Vietnamesische floh er noch vor deren Machtergreifung 1974 nach Hanoi.

## Position in der Volksrepublik Kampuchea
Nach der Machtübernahme der Roten Khmer 1975 war Sovann am 25. November 1978 Gründungsmitglied der Nationalen Einheitsfront für die Rettung von Kampuchea, kurz Salvation Front (frz. Front uni national pour le salut du Kampuchéa, FUNSK; engl. Kampuchean United Front for National Salvation), die sich für den Sturz der Roten Khmer mit Hilfe einer Invasion Vietnams einsetzte. Die Invasion erfolgte im Dezember 1978, die Einnahme Phnom Penhs am 7. Januar 1979. Zwei Tage zuvor war Sovann zum Generalsekretär der KPRP gewählt worden. Am 10. Januar 1979 wurde die Volksrepublik Kampuchea gegründet und tags darauf eine von Vietnam installierte Regierung unter Heng Samrin mit Sovann als Vizepremier und Verteidigungsminister (und dem jungen Hun Sen als Außenminister) eingesetzt. Als Samrin am 27. Juni 1981 sich auf das Amt als Präsident des Staatsrates, des Staatsoberhauptes, beschränkte, wurde Sovann Premierminister.

## Verhaftung durch Vietnam
Sovann wurde am 5. Dezember 1981 verhaftet, nachdem er gegenüber Lê Đức Thû, dem vietnamesischen Chefberater der Salvation Front und der Volksrepublik Kampuchea, die Stationierung der vietnamesischen Truppen in Kambodscha kritisiert hatte, und durch Chan Sy ersetzt. Er wurde nach sieben Jahren Haft und drei Jahren Hausarrest in Vietnam am 25. Januar 1992 in die Freiheit entlassen. Sovann erklärte den Grund für seine Inhaftierung so: „Als ich unsere eigene Armee von fünf Regimenten schaffen wollte, waren die Vietnamesen nicht einverstanden, und Lê Đức Thọ ging in die UdSSR, um sich zu beschweren.“

## Rückkehr nach Kambodscha und Tod
Nach seiner Rückkehr nach Kambodscha 1992 gründete Sovann die Cambodian National Sustaining Party, die 1998 bei den Wahlen antrat, aber als fünftbeste Partei keinen Sitz im Parlament gewann. Später trat er der 2007 gegründeten Menschenrechtspartei (Human Rights Party, HRP) bei und war deren Vizepräsident. 2012 wurde er Mitglied der als Fusion von Menschenrechtspartei und Sam-Rainsy-Partei neu gegründeten Nationalen Rettungspartei Kambodschas (Cambodia National Rescue Party, CNRP) und kandidierte 2013 im Wahlkreis Kampong Speu bei der Parlamentswahl. Er wurde gewählt, am 5. August 2013 vereidigt und war Mitglied des Parlaments bis zu seinem Tod. Er konnte allerdings nach einem Hirnschlag und einem Herzinfarkt im Januar 2015 sein Amt kaum mehr ausüben und hielt sich danach nur noch in seinem Heim auf.
Sovann starb im 80. Altersjahr in Doun Kaev, Provinz Takeo. Er wurde am 6. November 2016 in Phnom Penh eingeäschert. Am 10. November ersetzte der Arzt Suon Rida Pen Sovann im Parlament.